# Yersinia enterocolitica
Yersinia enterocolitica är en bakterie i släktet Yersinia. Y. enterocolitica finns vitt spridd i naturen. Hos människan orsakar Y. enterocolitica yersinios och är en av två tarmpatogena arter i släktet Yersinia.

## Morfologi
Y. enterocolitica är en gram-negativ bakterie. Y. enterocolitica kan skilja sig i utseende mellan kockobacill till bacill. Den förstnämnda är ett mellanting mellan rund och avlång medan den sistnämnda är avlång med rundade kanter. Y. enterocolitica är en motil bakterie vilket betyder att den kan röra sig och förbrukar energi genom denna aktivitet. Graden av motilitet beror på vilken temperatur bakterien har tillväxt i. I kroppstemperatur blir den inte motil då den inte utvecklar några flageller. Vid tillväxt runt 25 °C är den som mest motil .
Y. enterocolitica delas in i 6 olika biotyper: 1A, 1B, 2, 3, 4 och 5. Biotyperna delas sedan in i serotyper beroende på vilka strukturer som finns på bakteriens yta. Det finns fler än trettio olika serotyper. Biotypen 1A klassades innan som icke-patogen men har på senare tid allt mer bedömts som en möjlig patogen om annan sjukdom föreligger hos individen. Det spekuleras även om biotyp 1A har en annan patogenmekanism, det vill säga hur den påverkar värden, än vid klassisk yersinios. Biotyp 1B är relativt ovanliga idag och har hög virulens i förhållande till de mer lågvirulenta biotyperna 2, 3, 4 och 5. I Sverige är typ 4/O:3 vanligast bland de inrapporterade fallen men mörkertalen bland de som drabbats av de mildare tarmpatogenerna är stora eftersom de sällan behöver söka vård och där med inte diagnostiserats. Under senare år har Y. enterocolitica 4/O:3 orsakat ett flertal utbrott i Skandinavien efter import av kontaminerade grönsaker.

## Fysiologi
Y. enterocolitica överlever och växer i varierande miljöer till exempel vid låga temperaturer, i vakuum och olika gasblandningar. Y. enterocolitica kan skapa en skyddande biofilm vilken gör att den kan överleva i ogästvänliga och föränderliga miljöer i väntan på en möjlig värd. Den optimala tillväxttemperaturen för Y. enterocolitica är mellan 22 och 29 °C. Y. enterocolitica är en så kallad psykrotrof bakterie. Det betyder att den till skillnad till många andra bakterier kan tillväxa och överleva vid låga temperaturer ner mot 0 °C (Kowalik et al, 2015).
Y. enterocoliticas genuppsättning består av en kromosom och en virulensplasmid. Komplex samverkan mellan dessa ger upphov till dess förmåga att orsaka sjukdomar. Y. enterocolitica är mottaglig för flera sorters antibiotika. Det finns dock rapporter på multiresistens hos stammar som undersökts i Schweiz, Spanien och Tyskland. Rapporter från 2021 har visat att multiresistens även förekommit hos Svenska utbrottstammar.

## Evolution
Yersinia har länge använts för att studera patogen evolution. Vid studier av arvsmassan hos Yersina har ett mönster framträtt i virulensutvecklingen. Detta har visat att Y. enterocolitica bara är avlägset besläktad med Y. pseudotuberculosis och Y. pestis.
Traditionellt delas Y. enterocolitica in i 6 biotyper. Forskare har samlat in och undersökt genomet hos ett stort antal Y. enterocoliticastammar från de olika biotyperna. Genom att undersöka kodande sekvenser i arvsmassan har forskare kunnat se vilka kodande sekvenser som delas av de olika stammarna och vilka som är unika för vissa stammar. Runt 20% av de kodande sekvenserna delas av alla undersökta stammar. Detta innebär att Y. enterocolitica är en heterogen art med stor genetisk variation mellan stammarna. De gener som delas av alla stammar kodar främst för grundläggande funktioner och uttryck som cellstruktur, DNA-syntes och metabolism. Tre klader framträdde efter fortsatt analys av de kodande sekvenserna; den icke-patogena, den lågpatogena och den högpatogena. Den lågpatogena finns främst i Europa, Asien och Afrika. Den högpatogena finns främst i Amerika.
Den högpatogena kladen delar fler kodande sekvenser med den icke-patogena kladen än med den lågpatogena kladen. Den icke-patogena kladen och den lågpatogena kladen är mest lika varandra genetiskt bland de olika kladerna. I ett fylogenetiskt träd separeras den högpatogena grenen därför från de andra två kladerna tidigare under evolutionen. Den andra grenens uppdelning i låg- och icke-patogena klader har sedan skett senare under evolutionen. En möjlig förklaring till delningen av den högpatogena kladen och de andra kladerna är kontinentaldriften som kan ha separerat arten geografiskt vilket kan ha påverkat evolutionen av de olika stammarna. Denna hypotes stärks av det faktum att kladerna finns i olika omfattning på de olika kontinenterna. I vilken ordning dessa tre klader av Y. enterocolitica har utvecklats är viktig eftersom det ger en modell för utvecklingen av patogenicitet och hur en organism kan bli mer eller mindre virulent med tiden.
Genom att undersöka vilka gener som delas av de olika kladerna har forskare kunnat studera vilka gener som kan ha påverkan på virulensen. Gener som är närvarande hos den lågpatogena kladen och den högpatogena kladen men frånvarande från den icke-patogena kladen kan ge antydningar om att dessa gener påverkar om stammen blir patogen. På samma vis kan gener som enbart finns hos den högpatogena kladen vara kopplade till patogenspecifika egenskaper som gör stammen mer virulent.

## Utbredning
Bakterien Y. enterocolitica orsakar yersinios som är en zoonos, vilket betyder att den kan spridas från djur till människa. Det är en av de vanligaste matburna zoonoserna i Sverige och förekommer över hela världen. I Sverige är yersinios en anmälningspliktig sjukdom. Tre fjärdedelar av de rapporterade fallen är smittade i Sverige. För de som blivit smittade utomlands är Spanien det landet som det är vanligast för individen att ha blivit smittad i. De olika bioserotyperna är inte lika vanliga i olika delar av världen. I Sverige är det 4/O:3 som är vanligast och det är även den som är vanligast globalt tillsammans med  2/O:5,27 och 2/O:9. Vissa bioserotyper finns bara på specifika områden. 3/O:3 till exempel finns i princip bara i Japan och Kina.

### Spridning
Hur Y. entercolitica smittar är inte helt fastställt  men Y. enterocolitica tros förekomma i förorenat vatten, och hos hundar, svin samt fåglar och kan spridas med avföring. På senare år har även Y. enterocolitica utbrott kunnat kopplats till färdigsköljda grönsaker . Y. enterocolitica har upptäckts i stora mängder i tonsillerna hos svin. Detta gör att hanteringen på slakterier har en stor påverkan på smittspridningen. Hur och när huvudet ihop med svalg avlägsnas från slaktkroppen kan påverka hur stor risken är för vidare smittspridning via kontaminering av köttet. Minst spridning blir det om huvudet avlägsnas så tidigt som möjligt i slaktprocessen. Detta skulle dock kräva ombyggnationer av många slakterier. Eftersom Y. enterocolitica även smittar via avföring är det även viktigt att uttag av tarmpaket sker på ett slakthygieniskt sätt och rekommendationer finns även för införande av ändtarmsförslutning av slaktkroppen.
Bakterien Y. enterocolitica kan tillväxa vid temperaturer ner mot 0°C. Detta gör att den även kan spridas via kylda livsmedel. Det anses därför troligast att smittspridning sker just genom livsmedel, främst från griskött som inte tillagats tillräckligt, men även kontaminerade grönsaker. Att dricka mjölk som är opastöriserad kan också vara en smittorisk. Y. enterocolitica dör vid upphettning vid ca 70 °C  men överlever djupfrysning. Y. enterocolitica överlever i anaeroba miljöer, detta innebär i vakuum och andra typer av gaser än luft. Detta är, ihop med möjligheten att överleva och tillväxa i låga temperaturer, de stora skälen till att Y. enterocolitica kan överleva genom hela livsmedelskedjan från slakteri till hushållets kylskåp.
En individ kan bli smittad genom att äta mat som är förorenad. Detta är främst rå mat och mat som inte är ordentligt tillagad.Vilken som är den kritiska smittdosen, det vill säga den minsta mängden av bakterien som gör att en individ blir infekterad vet man ännu inte. Inkubationstiden är tre till sju dygn men kan vara upp till tio dygn.